# 가와구치촌 (도쿄도)
가와구치촌(川口村)은 도쿄도 미나미타마군에 설치되었던 촌이다.